# Octave Octavian Teodorescu
Octave pe numele său real Octavian Teodorescu (născut la 29 ianuarie 1963) este un muzician, compozitor, orchestrator, cantautor, producător muzical, interpret, multi-instrumentist (chitare, clape, instrumente programabile) din București, România. Pionier al muzicii electronice și utilizării computerelor și sintetizatoarelor în muzică în România, susținător al Mișcării Rock Românești, 
promotor timpuriu al fenomenului Internet Multimedia și implicațiile acestora ca suport mediatic pentru muzică.
Muzica lui poate fi identificată ca o sinteză complexă de Electronic Symphonic Rock cu accente Science Fiction.
Primul succes consacrat este albumul "Secretul Piramidelor" lansat în 1992 ce face parte dintr-o trilogie ce mai include "La Porțile Iubirii" publicat în 1993 și "Dulce Libertate" apărut în 1994. Întreaga lucrare (102 minute) apare integral pe un dublu CD (primul de acest gen din România) lansat în 1995. În 1996 urmează "I Se Spunea Visătorul", un album conceput (ca noutate la vremea respectivă) integral cu ajutorul computerelor și sintetizatoarelor. A fost primul artist român care a lansat un CD-ROM Multimedia parte a unui proiect internet numit Free Music Online în 1999.

## Istoric

### Începuturi, Influențe, Primul contact cu Rock-ul
Este atras încă din copilărie de toate genurile de instrumente și muzică în general. Deși părinții lui observă asta nu îl orientează în acest sens. La vârsta de 16 ani vede primul concert rock din viața sa: Suzi Quatro 1979 Live în București. Impactul este foarte puternic iar genul acesta de manifestare artistică - Rock - îi va marca adolescentului de atunci devenirea artistică ulterioară.
Efectul este mult amplificat un an mai târziu când vizionează "Ultimul Vals", filmul lui Martin Scorsese. Filmul, prezentat ca un concert de adio al trupei "The Band" este perceput de el ca un omagiu adus unei întregi generații ce a dus cuvântul Rock la apogeu în anii '70. Atmosfera filmului și în special cuvintele chitaristului formației Robbie Robertson rezonează profund în conștiința viitorului Octave.
În multe dintre relatările sale biografice este punctat des acest moment în care înțelesese că Rock înseamnă mai mult decât muzică. Începe să îl perceapă ca pe o atitudine socială care nu corespundea nici pe departe cu ceea ce învăța el la școală pe atunci în anii izolării culturale comuniste. Din acel moment, toate energiile încep să se canalizeze într-un singur țel: ROCK!

### 1980
În 1982 este luat în armată unde își ia cu el chitara. Șabloanele impuse de regimul militar și lipsa de libertate l-au întărâtat și mai mult visând la ziua când se va întoarce acasă și își va întemeia o formație. Această zi a venit în Iunie '83. După aceasta a fost student la Facultatea de Instalații pentru Construcții pe care o abandonează după doi ani luând decizia de a deveni muzician profesionist.
În Noiembrie 1985 își întemeiază primul grup și cântă doar în cluburi mici Soft Rock cu influențe ale unor formații precum Eagles și Dire Straits. După o scurtă perioadă grupul se destramă și de acum încolo artistul activează sub numele de Octave.

### 1990
După revoluția din Decembrie 1989 se dedică în exclusivitate muzicii instrumentale, ideea sa majoră fiind compunerea unei opere Rock: Trilogia Octave. În Iunie 1992 este semnat primul contract cu Casa De Discuri Electrecord pentru prima parte a trilogiei. La 27 August același an apare pe piață albumul "Secretul Piramidelor". Succesul surprinde opinia publică și critica de specialitate fiind vorba de o muzică instrumentală care urcă în topuri cot la cot cu alte formate muzicale mult mai comerciale. Într-o asemenea măsură încât Casa de Discuri decide să îi dea lui Octave mână liberă în ceea ce privește producția muzicală pentru tot restul trilogiei.
Astfel la 3 decembrie 1993 urmează lansarea celei de-a doua părți a trilogiei: LP-ul "La Porțile Iubirii"  care este precedat de un extras pe single "Mai e de urcat o treaptă".
Ultima parte a trilogiei, albumul "Dulce Libertate" apare la data de 15 septembrie 1994 finalizând astfel o lucrare muzicală exclusiv instrumentală cu o lungime totală de 102 minute ce devine un reper important al genului în contextul muzical românesc și în catalogul Casei de discuri Electrecord.. Toate cele trei părți sunt reunite pe un dublu CD numit Octave și lansat la data de 24 martie 1995. La conferința de presă prilejuită de lansarea dulbului  CD, Octave prezintă public ca demo un material de pe viitorul album și declară că vrea să facă o schimbare.
După o pauză de 2 ani (utilizați pentru cercetări în domeniul computerelor și internetului) lansează pe suport CD albumul "I Se Spunea Visătorul" la data de 20 noiembrie 1996 sub logo-ul "Only Computers And Synthesizers".

### 2000
Încă din 1997 este printre primii artiști români care își declară intențiile de a intra pe internet. Datorită limitărilor tehnice, la acea vreme paginile de web conțineau predominant informație în format text și imagine. Însă intuiția îl face să creadă cu înverșunare că acest mediu va fi viitorul și în ceea ce privește distribuția muzicii în format digital. Formate gen MP3, MPEG erau noutăți la acea vreme. Se decide să se pregătească pentru un nou pas curajos. Așa se naște ideea proiectului "Free Music Online" care se finalizează în 1999.
Pe 15 aprilie 1999 lansează CD-ROM-ul "www.octave.ro Free Music Online" care include întreaga sa carieră în format multimedia: materialul muzical de pe albumele sale în MP3, videoclipuri în MPEG, fotografii, texte în cinci variante lingvistice (română, engleză, franceză, italiană, germană) reprezentând între altele date biografice și poveștile albumelor, selecții scanate din presă și scrisorile fanilor. CD-ROM-ul punctează mutarea totală în Multimedia. De acum înainte Octave nu va mai fi de găsit decât pe Internet.
CD-ROM-ul este unul hibrid. Sunt prezentate ca bonus două piese extrase de pe un album în curs de apariție numit "Singurul" care nu a fost publicat însă niciodată.
Datorită receptivității scăzute a publicului la acea dată vizavi de Internet, întregul proiect eșuează și rămâne nerealizat însă privind retrospectiv a fost un pas important pentru cei care au utilizat din plin această nouă formă de comunicare mai târziu. Proiectul lui a fost o ușă deschisă către viitor.
CD-ROM-ul conține un text scris de Octave numit "Pledoarie Multimedia" care dovedește acum privind retrospectiv spiritul novator al ideilor acestui proiect. Un extras din acest text:
“Este un domeniu nou care acum se naște și a cărui formă finală o vom putea defini destul de clar în următorii ani. Spre a înțelege mai sugestiv fenomenul Multimedia să extrapolăm puțin lucrurile în domeniul artistic. Imaginați-vă spre exemplu că nu veți mai putea într-un viitor destul de apropiat să ascultați muzică fără să vedeți niște imagini și fără să citiți un text, toate cele trei având ca punct de pornire un concept comun și fiind într-o strânsă interdependență. Este ca și cum ai fi în același timp muzician, pictor și poet, un fel de Leonardo Da Vinci.”
Din 2001 se stabilește in Germania.

## Discografie[90]

### Albume de studio
- 1992 - Secretul Piramidelor (27 August) LP Vinyl Casa de discuri Electrecord ST-EDE 04168
- 1993 - La Porțile Iubirii (3 Decembrie) LP Vinyl Casa de discuri Electrecord EDE 04287
- 1994 - Dulce Libertate (15 Septembrie) LP Vinyl Casa de discuri Electrecord EDE 04324
- 1995 - Trilogia Octave (24 Martie) 2CD Casa de discuri Electrecord ELCD 153
- 1996 - I Se Spunea Visătorul (20 Noiembrie) Casa de discuri Electrecord EDC 200
- 1999 - Singurul (nefinalizat - 2 piese prezente pe CD-ROM-ul hibrid) Casa de discuri Electrecord CD-ROM-OCT

### Single-uri
- 1993 - Mai E De Urcat O Treaptă (16 Septembrie) Vinyl Casa de discuri Electrecord EDC 10803 (extras de pe LP-ul: La Porțile Iubirii)

### CD-ROMs
- 1999 - www.octave.ro Free Music Online (15 Aprilie) Casa de discuri Electrecord CD-ROM-OCT

## Considerații despre orientarea artistică
Cristian Botez definea în anul 1991 în ziarul Momentul muzica lui Octave astfel: "un sound teribil și un rock de avangardă, situat la interferența stilurilor hard, new wave, progressive, heavy și symphonic-rock. Cu un sunet compact de largă acoperire, în același timp cu pasaje cantabile, ușor de reținut".
Florin Filimon de la Fan Radio București spunea despre piesa Ochii Planetei de pe albumul Secretul Piramidelor în anul 1992: “Este o piesă ce iese cu dezinvoltură din tiparele clasice cu care urechile noastre sunt obișnuite, anunțând o lărgire mult așteptată a orizonturilor creației muzicale românești și nu numai. Ești purtat de la muzica simfonică la acea metalizată, rezultanta fiind o melodie cosmică, creatoare a imaginii infinitului”.
Ciprian Tănăsescu menționa într-o recenzie din 1992 a discului Secretul Piramidelor din revista Săptămâna referitor la aceeași piesă Ochii Planetei: "Sonoritățile oarecum exotice ale piesei ne pregătesc pentru ce va urma. Alternând riff-urile de chitară cu linii melodice instrumentale suprapuse cu o vizibilă (ori poate ar trebui să spun audibilă) tendință spre grandios."  Același autor făcea referință la sound-ul Octave într-un alt articol din aceeași revistă definindu-l ca pe o “adaptare a fluidității melodice a rock-ului din începuturile anilor '70 la sonoritățile moderne ale anilor '80 rezultanta ducând la apariția unui gen de muzică rock care se evidențiază în rock-ul autohton precum o perlă naturală între cele de cultură”.
Într-o mențiune a lansării discului Secretul Piramidelor din 1992 stilul lui Octave era definit astfel: "Un sound original și o îmbinare de stiluri converg către un rock al viitorului, care împletește inspirat muzica electronică cu cea clasică." Despre piesa Ochii Planetei se afirmă în același articol: "Prima piesă de pe fața A a L.P.-ului intitulată "Ochii Planetei", cumulează toate componentele unui vis frumos, înregistrând dese și uimitoare schimbări de tempo-uri și de stiluri, pendulând între orchestrația simfonică și caldură metalică a hard-rock-ului".
Florian Pittiș afirma la lansarea discului La Porțile Iubirii în 1993: "Octave creează uneori senzația că urmărește să creioneze o muzică a visului, o muzică ce poate fi luată drept drog, o muzică care cheamă imaginea."
Corneliu Băran descria în articolul "Cu Moțu și Octave" din ziarul Azi materialul muzical al discului Dulce Libertate din 1994 la modul următor: "LP-ul conține șase piese muzicale "grele", de anvergură și-am spune noi - de o tonalitate expresivă și ca melos - de rafinament instrumental excepțional".
Fiecare album Octave are o poveste. Pe coperțile discurilor și booklet-urile CD-urilor există o poveste rezumat concepută din numele pieselor și idei filozofice semnată de Octavian Teodorescu. Cătălin Andrei făcea referință în 1995 la conceptul filozofic ce stă în spatele muzicii lui Octave într-un articol din ziarul Ziua prilejuit de lansarea dublului compact disc ce include toată trilogia: "Albumele Octave - o îmbinare între filozofie, muzică și science-fiction. Pentru a-l înțelege pe Octav, trebuie să accepți integrarea în conceptul său filozofic, pentru că fiecare album are propria sa poveste. Pentru că piesele sale sunt pline de capcane seducătoare, care te pot ameți atât de mult încât să devii pe veci octavoman."
Ema Ofițeru vorbea într-un articol în ziarul Cotidianul din 1999 despre "nota specială" a muzicii artistului ca fiind percepută drept "una foarte prezentă și originală".
Mihaela Dordea definea pe Octave într-un interviu luat artistului în anul 1999 ca pe un compozitor cu o "gândire vizionară", cu un melos "venit din alte lumi" ce transmite un "mesaj clar pacifist".
Daniela Caraman Fotea rezuma de asemenea în dicționarul "Rock Pop Folk Remix" din 2003 mesajul muzicii lui Octave la cuvintele: "pace, armonie, purificare spirituală" pe fondul unei "tematici generoase".

### Cărți
- Rock Pop Folk Remix - Dicționar Muzical - Editura Humanitas ISBN 973-50-0355-4 An: 2003
- Rock Pop Folk Remix - Dicționar Muzical - Editura Humanitas ISBN 973-50-0355-4 An: 2003 Pagina 408

### Presă Scrisă
| - 2000 Plus - Revistă - 1998-04 - Internet show - Adevărul - Ziar - 1999-05-14 - Rock simfonic pe Internet - Adevărul – Ziar - 2000-01 - Să ne punem o mufă în creier - Adevărul Arad - Ziar - 1995-02-14 - Îmi place să creez eu însumi mode nu să mă las târât de ele - Atac La Persoană - Ziar - 1999-05-19 - Octave un Leonardo Da Vinci care împarte potcoave - Avantaje - Revistă - 1996-11 - I se spunea visătorul - Avantaje - Revistă - 1998-03 - Octave pe internet - Bazar – Ziar - 1995-03-23 - Rock-ul în actualitate - Blitz Magazin – Revistă - 1997 - Octave crede în reâncarnare - Blitz Magazin – Revistă - 1999-09 - Octavian Teodorescu Octave Muzica este singurul lucru pentru care trăiește - Carusel – Revistă - 1996-11 - Prietenii știu de ce! - Chip - Revistă - 2000-02 - Secretul Piramidelor - Computerworld - Revistă - 1998-02-24 - Informatica și muzica au multe puncte comune - Cotidianul - Ziar - 1991-12-03 - Rock, Libertate, Adevăr - Cotidianul - Ziar - 1995-03-18 - Într-o retrospectivă muzicală de Octave & Poster - Cotidianul - Ziar - 1996-11-20 - Un visător în stilul electronic symphonic rock & Poster - Cotidianul - Ziar - 1996-12-14 - Octave și o singură filozofie - Rockul - Cotidianul - Ziar - 1998-01-25 - Un videoclip Octave pe internet - Cotidianul - Ziar - 1999-09 - Toată ziua sunt pe internet - Cronica Română - Ziar - 1996-10-04 - Povestea unui visător - Cronica Română - Ziar - 1996-11-15 - Octave - Cronica Română - Ziar - 1996-11-20 - Un nou album Octave sau lui Octav Teodorescu i se spunea visătorul - Cronica Română - Ziar - 1999-05-15 - Astăzi la Galeriie Muzica Octave lansează un CD-ROM - Curentul - Ziar - 1998-07-24 - Cunoaștere și comunicare pe web - Curentul - Ziar - 1999-05-14 - Octave pe internet și la purtător - Curentul - Ziar - 1999-05-20 - Stop Cadru - Octave pe internet - Curierul Național - Ziar - 1998-02-08 - Octavian Teodorescu și creația sa în paginile internetului - Destine Adevărate - Revistă - 1998-05 - Octave un artist ținut sub papuc - Diplomat Club – Ziar - 1995-03-24 - Un Rocker redutabil Octave - Evenimentul Zilei - Ziar - 1995-03-24 - Octave un dublu compact disc cu 102 minute de muzică rock - Evenimentul Zilei - Ziar - 1995-06-09 - CD-urile lui Octavian Teodorescu se vor vinde în Japonia - Evenimentul Zilei - Ziar - 1995-10-17 - O vedetă pe zi Octavian Teodorescu - Evenimentul Zilei - Ziar - 1999-05-15 - Mâine se lansează www.octave.ro - Free Music Online - Evenimentul Zilei - Ziar - 1999-05-16 - Free Music Online CD-ROM - Evenimentul Zilei - Ziar - 1999-09 - Octave numai pe internet - Integrame Mondene - Revistă - 1995-07 - Octave compozitor aranjor și impresar - Jurnal De București - Ziar - 1993-10-01 - sacrificiul este cheia iubirii - Jurnal De București - Ziar - 1997-07-12 - Portativ secolul XX Octave - Jurnal De București - Ziar - 1997-07-19 - Eu nu fac muzică, eu sensibilizez conștiințe I - Jurnal De București - Ziar - 1997-07-26 - Eu nu fac muzică, eu sensibilizez conștiințe II) - Jurnalul Național - Ziar - 1996-11-19 - Octav Teodorescu Octave își amintește că i se spunea visătorul - Jurnalul Național - Ziar - 1997-07-18 - Octave a intrat și pe internet - Libertatea - Ziar - 1994-01-02 - Octave la porțile iubirii - Liceenii - Revistă - 1998-02-01 - Octave și o nouă filozofie - femei motoare computere - Liceenii - Revistă - 1998-07 - Toată muzica ne va veni prin Internet ne povestește Octave - Magazin - Revistă - 1998-02-05 - Cu Octave despre și nu numai Octave - Magazin - Revistă - 1999-05-06 - Octave face pasul spre internet - Magazin Internațional – Revistă - 1995-03 - Din nou Octave - Magazin Internațional – Revistă - 1996-12-01 - Visătorii printre noi - Meridian - Ziar - 1993-01-01 - Rock-ul Apostolul numărul unu al ideilor progresiste ale umanității | - Meridian - Ziar - 1993-11 - Top Rock România - Meridian - Ziar - 1993-12-10 - Florian Pittiș despre Octave - Mondo Magazin – Revistă - 1996-11-07 - Din nou în actualitate cu " I Se Spunea Visătorul " - Național - Ziar - 1997-12-21 - Click - Național - Ziar - 1999-05 - Octave s-a retras în codrii internetului - Oglinda - Ziar - 1996-05-31 - Creați muzică pe computer să vedeți ce ușor este - Oglinda - Ziar - 1996-11-27 - Rockul este un mod de viață - Oglinda - Ziar - 1998-02-10 - Computerul este cunoaștere, un lucru pe care omenirea și l-a dorit dintotdeauna - Opinii Paralele - Revistă - 1998-03-15 - Femei Motoare Computere - Ora – Ziar - 2001-05-03 - Octave Muzica lui începe acolo unde se termină cuvintele - Panoramic Radio TV – Revistă - 1994-10-17 - Octavian Teodorescu și Florian Pittiș - Panoramic Radio TV – Revistă - 1996-11 - Ultrascurte - Piața De Muncă – Revistă - 1999-09 - Muzica este lucrul pe care îl fac cel mai bine - Planeta Internet – Revistă - 1998-04-01 - I Se Spunea Visătorul - Pop Rock & Show - Revistă - 1991-10-01 - Rockul este oxigenul care-mi priește - Pop Rock & Show - Revistă - 1997-04-07 - In subconștientul meu există o mare bancă de date și mesaje artistice - Pop Rock & Show - Revistă - 1997-07 - Octave stindardul Rock-ului nostru - Popcorn - Revistă - 1995-07 Poster - Popcorn - Revistă - 1996-12 - Octave Deviza noului său album este femei motoare computere - Popcorn - Revistă - 1998-01 - Octave un alt avangardist - Prețul Succesului - Revistă - 1997-07 - Trăim azi visul lui John Lennon(Autor: C.V.) - Privirea - Revistă - 1996-12-04 - Un visător cu capul în nori dar cu picioarele pe pământ - ProTV Magazin - Revistă - 1999-05-24 - De acum încolo nu ne vom întâlni decât pe internet - Radio Mania – Revistă - 1996-12 - Octav Teodorescu - Romania Liberă - Ziar - 1998-01-17 - Octave și-a lansat primul videoclip pe internet - Romania Liberă - Ziar - 1999-05-15 - Octave lansează primul CD Multimedia Românesc - Salut - Revistă - 1995-08 Nr 51 - Top Rock Salut - Salut - Revistă - 1995-08 Nr 52 - Top Rock Salut - Salut - Revistă - 1996 - Octav s-a computerizat de tot - Salut - Revistă - 1996-07 - Octave asaltat de puștoaice - Salut - Revistă - 1996 - Cel mai bun chitarist - Salut - Revistă - 1998-07 - Ultima realizare a lui Octave - Octave pe internet - Săptămâna - Revistă - 1992-11-18 - Măi dragă Octave - Săptămâna - Revistă - 1992-11-25 - Muzica - Săptămâna - Revistă - 1993-07-21 - Muzica la porțile iubirii - Show Shock – Revistă - 1997-03 - Casetele și CD-urile vor fi înlocuite de Internet crede Octavian Teodorescu - Știință și Tehnică - Revistă - 1998-04 - Computere Motoare și Femei - Super VIP - Revistă - 2000-06 - Octave ultimul dac - nu pot să port mască - Telefax – Revistă - 1995-03-24 - Eveniment cultural - Timpul Femeilor - Revistă - 1997-10 - "Am renunțat la facultate din cauza filosofiei" - Tinerama - Ziar - 1998-03-16 - Octave pe internet - VIP - Revistă - 1995-04-17 - Octave și-a udat CD-ul la Carul Cu Bere - VIP - Revistă - 1996-12-02 - I se spunea visătorul - Vocea Valahiei – Ziar - 2000-03 - Octave se mută în Multimedia - Vox Pop Rock - Revistă - 1993-11 - Top 10 Rock - Vox Pop Rock - Revistă - 1993-12-04 - Octave încă o treaptă - Vox Pop Rock - Revistă - 1995-03-09 - Trilogie cu happy end - Zig Zag - Ziar - 1995 - Octave în exclusivitate - Rock-ul nu înseamnă numai dat din cap - Ziua - Ziar - 1995-03 - Octave lansează primul dublu CD - Ziua - Ziar - 1999-04-15 - Octave lansează primul CD-ROM gratuit |